# 讖摩

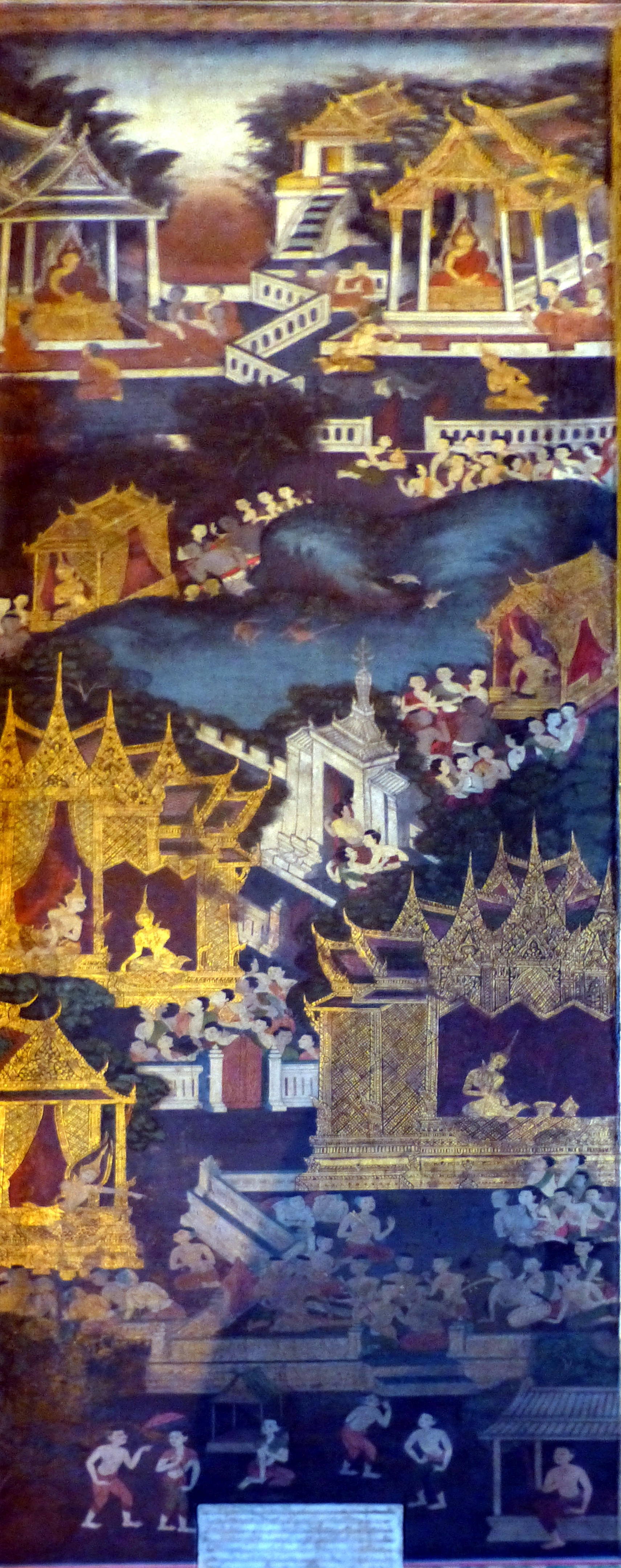
卧佛寺的壁画。

讖摩，又譯為差摩，釋迦牟尼弟子，證阿羅漢果。釋迦牟尼稱讚她是比丘尼中智慧第一，在比丘尼眾中的地位，等同於比丘眾中的舍利弗。

## 歷史
相傳讖摩比丘尼出身摩揭陀王室家族，在出家前，為頻毘娑羅王的王后之一。
釋迦牟尼以讖摩比丘尼與蓮華色比丘尼為比丘尼眾之中的榜樣。